# Sound of the Underground
Sound of the Underground (букв. превод: „Звукът на подземието“) е дебютният сингъл на английската група „Гърлс Алауд“, издаден през декември 2002. Песента достига първо място в британската музикална класация UK Singles Chart. Песента дава заглавие и на дебютния албум, който излиза през май 2003 г.